# Omuta
Ōmuta (大牟田市; -shi) é uma cidade japonesa localizada na prefeitura de Fukuoka.
Em 2003 a cidade tinha uma população estimada em 134 924 habitantes e uma densidade populacional de 1 654,49 h/km². Tem uma área total de 81,55 km².
Recebeu o estatuto de cidade a 1 de Março de 1917.

## Cidades-irmãs
- Muskegon, Estados Unidos
- Datong, China